# Soul Sacrifice
Soul Sacrifice é um álbum ao vivo lançado em 3 de setembro de 2002 pela banda americana Santana. O álbum foi gravado em 1969 no Festival de Woodstock.

## Faixas
1. "Soul Sacrifice"
2. "Fried Neckbones and Home Fries"
3. "Hot Tamales"
4. "Latin Tropical"
5. "Acapulco Sunrise"
6. "Coconut Grove"
7. "Everyday I Have the Blues"